# Смиља Покрајац
Смиља Покрајац (Медак, код Госпића, 8. фебруар 1920 — Брувно код Грачаца, 18. март 1943) била је учесница Народноослободилачке борбе и народни херој Југославије.

## Биографија
Рођена је 8. фебруара 1920. године у Метку код Госпића. Основну школу завршила је у родном селу, а учитељску школу у Госпићу и Бањој Луци. Током похађања учитељске школе, прикључила се деловању лево оријентисаног омладинског кружока. Чланица Комунистичке партије Југославије (КПЈ) постала је 1939. године.
Место учитељице добила је у селу Прљеву код Зрмање, а убрзо се и удала. У селу је деловала и као политичка радница у служби КПЈ.
После Априлског рата и успостављања усташке Независне Државе Хрватске, 1941. гоидне, усташе су је ухапсиле. Успела је да се извуче из затвора, али су јој мужа убили. Након тога се прикључила припремању устанка. Након почетка устанка у Лици, радила је на мобилизацији снага за Народноослободилачки покрет на подручју Зрмање.
1941. Усташе су палиле села јужно од Велебита и успела је побећи паликућама и домобранима водећи српско становништво из кућа и пребацивала их је у куће јатака спасивши између 2.500 и 3.000 живота до места Грачац где су нашли уточиште.
Крајем 1941. године, била је изабрана за члана Котарског комитета КПХ за Грачац, а убрзо затим и за председницу Котарског одбора Антифашистичког фронта жена за Грачац. Радила је и на стварању и изградњи Народноослободилачких одбора на подручју грачачког котара. На Првој окружној конференцији антифашисткиња Лике, септембра 1942. године, изабрана је за члана Окружног одбора АФЖ-а за Лику. Као делегат личких жена, учествовала је у припремама и раду Прве земаљске конференције АФЖ Југославије, одржане почетком децембра исте године у Босанском Петровцу.
Када је почетком 1943. године наступила Четврта непријатељска офанзива, Смиља је радила на организацији склањања и заштите народа у збеговима и пружању помоћи војним јединицама на фронту. Након завршетка офанзиве, радила је на обнови Народноослободилачког покрета на подручју Грачаца. У то је време била уврштена међу десет личких кандидата за чланове Земаљског антифашистичког већа народног ослобођења Хрватске. Приликом четничког напада на седиште Котарског комитета КПХ за Грачац, које се налазило у селу Брувну, 18. марта 1943. године, Смиља се упустила у борбу против четника. Кад је увидела да се не може извући, задњим метком је извршила самоубиство, да им не би пала жива у руке.
Остала је упамћена као вођа својих устаника и у највећем броју битака је победила италијанске батаљоне, у последњој бици у Брувну, њена војска од око 450 људи је била потпуно окружена са свих страна, иако је њена војска потпуно уништена, убијено је 700 четничких војника.
Указом Президијума Народне скупштине ФНР Југославије 20. децембра 1951. проглашена је за народног хероја.